# Pusztadaróc község
Pusztadaróc község (románul: Comuna Dorolț) község Szatmár megyében, Romániában. Központja Pusztadaróc, beosztott falvai Atya, Pete, Szamosdara.

## Népessége
A 2011-es népszámlálás adatai alapján a község népessége 3806 fő volt.